# Jason Wiemer
Jason Wiemer (né le 14 avril 1976 à Kimberley dans la province de la Colombie-Britannique au Canada) est un joueur professionnel canadien de hockey sur glace.

## Carrière en club
Il commence sa carrière de joueur dans la ligue junior de la Ligue de hockey de l'Ouest avec les Winter Hawks de Portland en 1992. Deux saisons plus tard, il se présente au repêchage d'entrée dans la Ligue nationale de hockey 1994 et est choisi au premier tour (huitième choix au total) par le Lightning de Tampa Bay. Même s'il commence la saison 1994-1995 avec son équipe de la LHOu, il la finit avec la franchise de la LNH.
À part un court passage en 1996 de quatre matchs dans la Ligue américaine de hockey, il joue depuis tous ses matchs dans la LNH en portant successivement les couleurs des Flames de Calgary, des Panthers de la Floride, des Islanders de New York et du Wild du Minnesota.
Le 9 mars 2006, alors qu'il joue avec les Flames, il prend la direction des Devils du New Jersey. Mais au début du mois d'août, il est annoncé qu'il doit être opéré de son genou et devrait manquer au minimum six mois.

## Statistiques
Pour les significations des abréviations, voir Statistiques du hockey sur glace.
| Saison     | Équipe                   | Ligue      |     | Saison régulière | Saison régulière | Saison régulière | Saison régulière | Saison régulière |   | Séries éliminatoires | Séries éliminatoires | Séries éliminatoires | Séries éliminatoires | Séries éliminatoires |
| Saison     | Équipe                   | Ligue      | PJ  | B                | A                | Pts              | Pun              | PJ               | B | A                    | Pts                  | Pun                  |                      |                      |
| 1991-1992  | Winter Hawks de Portland | LHOu       | 2   | 0                | 1                | 1                | 0                | -                | - | -                    | -                    | -                    |                      |                      |
| 1992-1993  | Winter Hawks de Portland | LHOu       | 68  | 18               | 34               | 52               | 159              | 16               | 7 | 3                    | 10                   | 27                   |                      |                      |
| 1993-1994  | Winter Hawks de Portland | LHOu       | 72  | 45               | 51               | 96               | 236              | 10               | 4 | 4                    | 8                    | 32                   |                      |                      |
| 1994-1995  | Winter Hawks de Portland | LHOu       | 16  | 10               | 14               | 24               | 63               | -                | - | -                    | -                    | -                    |                      |                      |
| 1994-1995  | Lightning de Tampa Bay   | LNH        | 36  | 1                | 4                | 5                | 44               | -                | - | -                    | -                    | -                    |                      |                      |
| 1995-1996  | Lightning de Tampa Bay   | LNH        | 66  | 9                | 9                | 18               | 81               | 6                | 1 | 0                    | 1                    | 28                   |                      |                      |
| 1996-1997  | Red Wings d'Adirondack   | LAH        | 4   | 1                | 0                | 1                | 7                | -                | - | -                    | -                    | -                    |                      |                      |
| 1996-1997  | Lightning de Tampa Bay   | LNH        | 63  | 9                | 5                | 14               | 134              | -                | - | -                    | -                    | -                    |                      |                      |
| 1997-1998  | Lightning de Tampa Bay   | LNH        | 67  | 8                | 9                | 17               | 132              | -                | - | -                    | -                    | -                    |                      |                      |
| 1997-1998  | Flames de Calgary        | LNH        | 12  | 4                | 1                | 5                | 28               | -                | - | -                    | -                    | -                    |                      |                      |
| 1998-1999  | Flames de Calgary        | LNH        | 78  | 8                | 13               | 21               | 177              | -                | - | -                    | -                    | -                    |                      |                      |
| 1999-2000  | Flames de Calgary        | LNH        | 64  | 11               | 11               | 22               | 120              | -                | - | -                    | -                    | -                    |                      |                      |
| 2000-2001  | Flames de Calgary        | LNH        | 65  | 10               | 5                | 15               | 177              | -                | - | -                    | -                    | -                    |                      |                      |
| 2001-2002  | Panthers de la Floride   | LNH        | 70  | 11               | 20               | 31               | 178              | -                | - | -                    | -                    | -                    |                      |                      |
| 2002-2003  | Islanders de New York    | LNH        | 81  | 9                | 19               | 28               | 116              | 5                | 0 | 0                    | 0                    | 23                   |                      |                      |
| 2003-2004  | Islanders de New York    | LNH        | 13  | 1                | 3                | 4                | 24               | -                | - | -                    | -                    | -                    |                      |                      |
| 2003-2004  | Wild du Minnesota        | LNH        | 62  | 7                | 11               | 18               | 106              | -                | - | -                    | -                    | -                    |                      |                      |
| 2005-2006  | Flames de Calgary        | LNH        | 33  | 1                | 2                | 3                | 65               | -                | - | -                    | -                    | -                    |                      |                      |
| 2005-2006  | Devils du New Jersey     | LNH        | 16  | 1                | 0                | 1                | 38               | 8                | 0 | 0                    | 0                    | 16                   |                      |                      |
| Totaux LNH | Totaux LNH               | Totaux LNH | 726 | 90               | 112              | 202              | 1420             | 19               | 1 | 0                    | 1                    | 67                   |                      |                      |